# بروك باركر
بروك باركر (بالإنجليزية: Brock Parker)‏ هو لاعب بوكر أمريكي، ولد في 15 أغسطس 1981.